# Kang Bong-chil
Kang Bong-chil (ur. 7 listopada 1943) – północnokoreański piłkarz występujący na pozycji obrońcy. Uczestnik Mistrzostw Świata 1966.

## Kariera klubowa
Podczas angielskiego Mundialu Kang reprezentował barwy klubu Kwietna Pjongjang.

## Kariera reprezentacyjna
Kang Bong-chil występował w reprezentacji Korei Północnej w latach sześćdziesiątych i siedemdziesiątych. W 1965 roku uczestniczył w zwycięskich meczach eliminacji Mistrzostw Świata 1966 z Australią. Rok później pojechał na finały Mistrzostw Świata, na których wystąpił tylko w pierwszym meczu turnieju – z ZSRR. W 1973 uczestniczył w przegranych eliminacjach do Mistrzostw Świata 1974.